# Llanura de Cumberland
La llanura de Cumberland, una región biogeográfica de IBRA, es una región relativamente plana que se encuentra al oeste del centro de Sídney en Nueva Gales del Sur, Australia. "Cuenca de Cumberland" es el término fisiográfico y geológico preferido para la llanura baja de la cuenca del Pérmico-Triásico de Sídney que se encuentra entre Sídney y las Montañas Azules, y es una subcuenca estructural de la cuenca de Sídney.
La llanura de Cumberland tiene un área de aproximadamente 2750 kilómetros cuadrados (1061,8 mi²). Dando forma a la geografía de Sídney, se extiende desde 10 kilómetros (6,2 mi) norte de Windsor en el norte, a Picton en el sur; y desde el río Nepean-Hawkesbury en el oeste casi hasta el oeste interior de la ciudad de Sídney en el este. Gran parte del área metropolitana de Sídney se encuentra en la llanura. La meseta de Hornsby se encuentra al norte y está dividida por valles escarpados.
El área se encuentra sobre lutitas y areniscas del Triásico. La región se compone principalmente de colinas bajas y amplios valles en un área de sombra cerca de las Montañas Azules. La precipitación anual de la llanura es típicamente de alrededor de 700 a 900 mm, y generalmente es más baja que el terreno elevado que la rodea parcialmente. La vegetación común en la llanura de Cumberland son los árboles de eucalipto. Los suelos en la llanura son generalmente de textura roja y amarilla.
La llanura toma su nombre del condado de Cumberland, en el que se encuentra, una de las divisiones de tierras catastrales de Nueva Gales del Sur. El nombre Cumberland fue conferido al condado por el gobernador Arthur Phillip en honor a Ernesto Augusto, duque de Cumberland. Siendo la región más poblada de Australia, la llanura de Cumberland es una de las áreas de más rápido crecimiento del país en términos demográficos y alberga una variedad de especies animales australianas, que se pueden observar en los entornos urbanos.

## Geografía

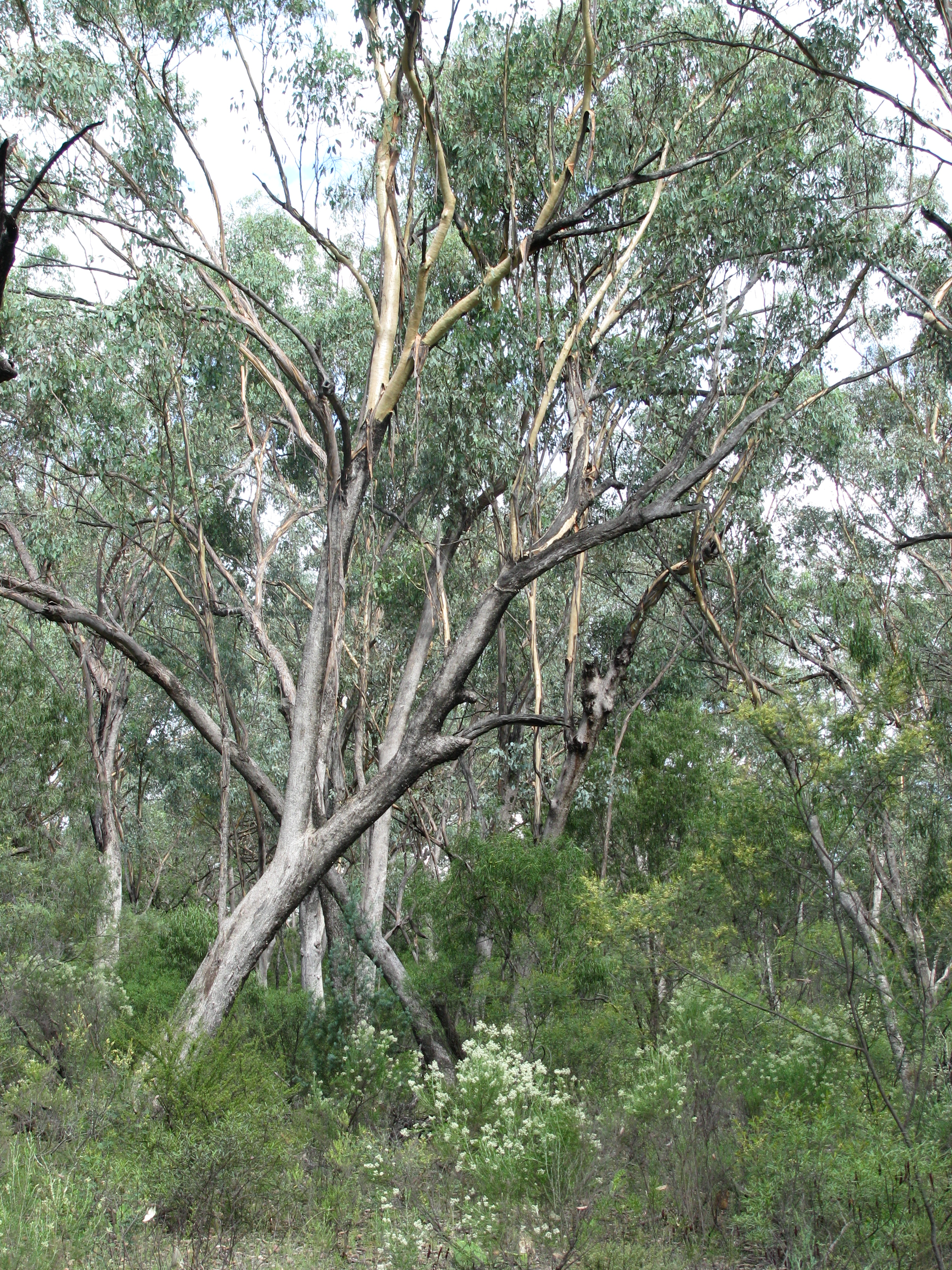
Bosques herbáceos típicos que se encuentran en la llanura.

La llanura de Cumberland comienza hacia el oeste de Sídney. Se encuentra dentro de las áreas del gobierno local de Blacktown, Burwood, Camden, la parte occidental de Campbelltown, Canada Bay, Canterbury-Bankstown, Cumberland, Fairfield, Georges River, Hawkesbury, las afueras occidentales del Inner West Council, Liverpool, Parramatta, Penrith, Ryde, Strathfield, The Hills Shire, Wingecarribee y Wollondilly.
El resto de las regiones de Sídney, como el centro de Sídney, North Shore, Northern Beaches, Eastern Suburbs, Southern Sydney (incluida Sutherland Shire), Hills District, Hornsby Shire y Forest District no se encuentran en la llanura de Cumberland.

## Geología
Formada hace unos 80 millones de años, la llanura de Cumberland consiste en llanuras no exactamente planas; en general, es un área baja, en gran parte sobre lutita y arenisca lábil, que deriva su reconocimiento en gran parte en comparación con las tierras altas circundantes de arenisca de Sídney de cuarzo más dura. En relación con las tierras de arenisca más altas circundantes, Hornsby y las Montañas Azules, fue un tema de debate temprano en los círculos fisiográficos de Sídney si la llanura de Cumberland se había derrumbado o las mesetas circundantes se habían elevado. A pesar de mucho estudio, especialmente a lo largo del lado occidental en el monoclinal Lapstone, este asunto complejo aún no se comprende completamente. Hay rocas volcánicas de colinas bajas en los paisajes de esquisto. Existen pantanos y lagunas en la llanura aluvial del río Nepean.
La intrusión de dolerita de Prospect en el oeste de Sídney es el conjunto más grande de rocas ígneas en la llanura. La cresta de forma ovalada se hizo hace muchos millones de años cuando el material volcánico del núcleo de la Tierra actuó hacia arriba y luego hacia los lados. La lenta erosión de las capas superpuestas de roca sedimentaria por el flujo de agua de lluvia finalmente ha dejado al descubierto los bordes de las rocas volcánicas y metamórficas de la intrusión. Los suburbios del oeste se encuentran en las partes relativamente planas y poco elevadas de la llanura de Cumberland. Aunque hay algunas regiones montañosas o relativamente elevadas en la llanura. Western Sydney Parklands y los suburbios circundantes (como Cecil Hills y Horsley Park), por ejemplo, se encuentran en una cresta prominente que tiene entre 130 a 140 metros (426,5 a 459,3 pies) de alto.

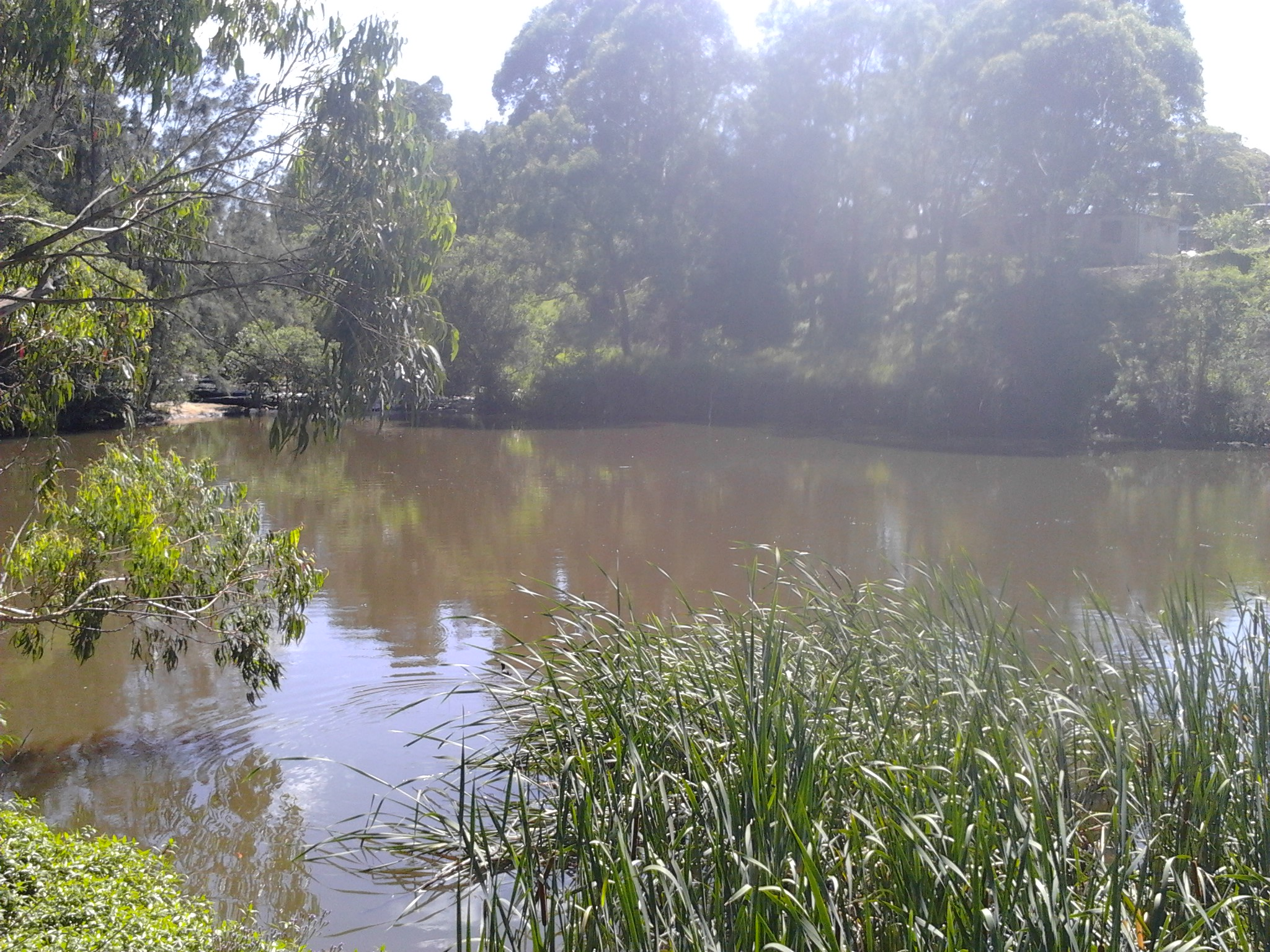
El río Parramatta es el río más importante que fluye dentro de la llanura de Cumberland.

### Ríos
Los ríos de la llanura de Cumberland son importantes. El río Nepean se eleva hacia el sur en la meseta de Woronora y envuelve el borde occidental de la ciudad. Las cabeceras del río Parramatta son varios arroyos locales, incluidos los arroyos Toongabbie y Hunts, que forman parte del área de captación del río Parramatta superior. El arroyo Hunts fluye desde el lago Parramatta, a pocos kilómetros al norte de Parramatta. El río Warragamba fluye 3,5 kilómetros (2,2 mi) al noreste desde el aliviadero de la presa Warragamba hasta su confluencia con el río Nepean.
El sur y suroeste de Sídney está drenado por el río Georges, que fluye hacia el norte desde su fuente cerca de Appin, hacia Liverpool y luego gira hacia el este hacia la bahía de Botany . El otro afluente importante de la bahía es el río Cooks, que atraviesa los suburbios del interior y suroeste de Canterbury y Tempe. El estuario del río Georges separa la parte principal del área urbana de Sídney de Sutherland Shire. El río Woronora, en el extremo sur de la llanura, fluye en un valle empinado desde la presa Woronora hasta el estuario oriental del río Georges.

## Ecología

### Flora

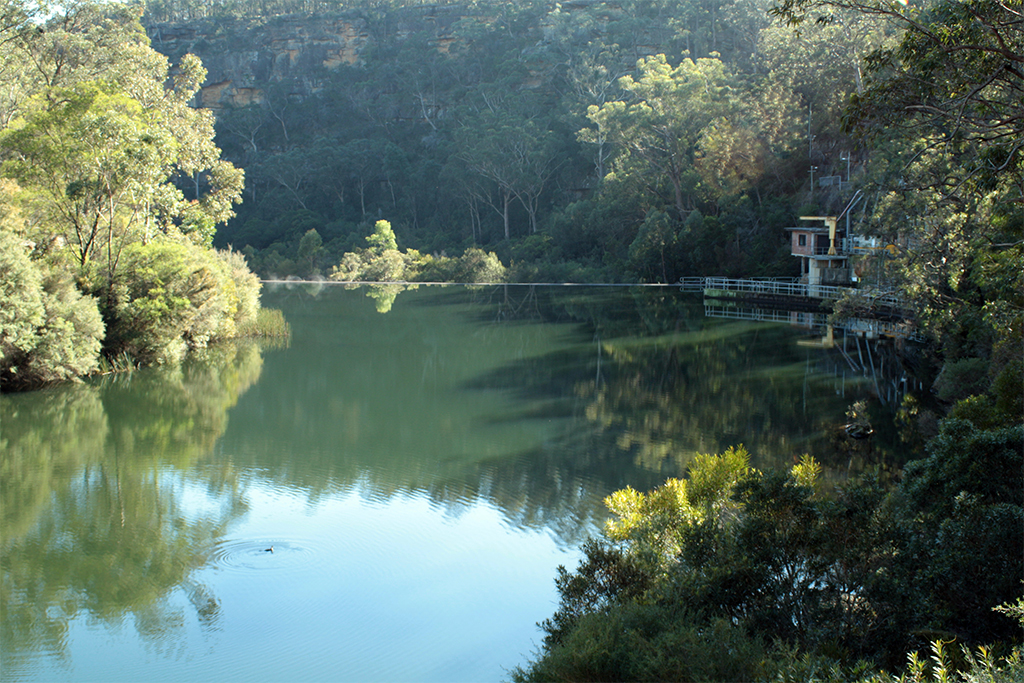
Bosque llano en el río Cataract, cerca de Appin.

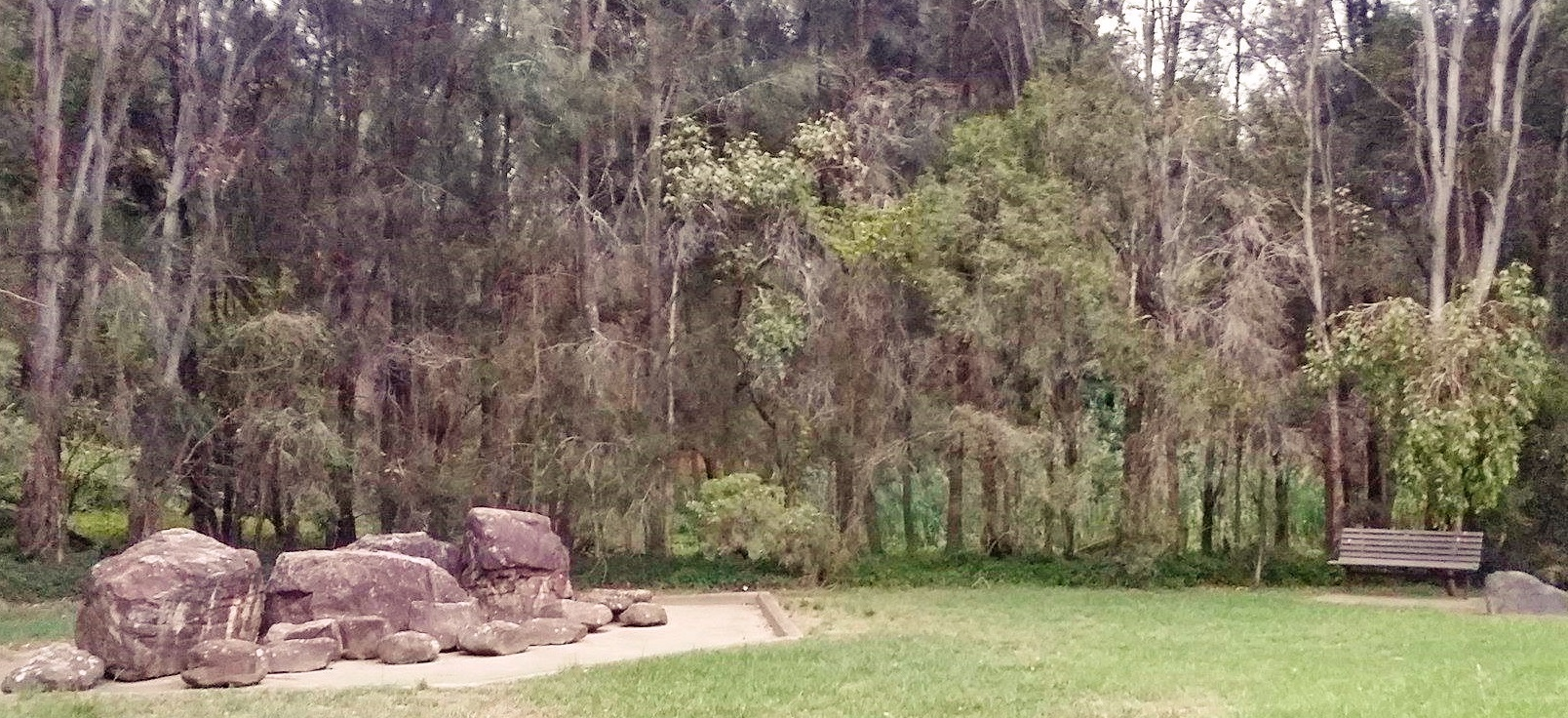
Un bosque ribereño en un parque urbano en el oeste de Sídney con casuarina y eucaliptos.

La llanura de Cumberland presenta tres comunidades vegetales principales:
- Bosque de la llanura de Cumberland, que está lleno de suelos arcillosos pesados y fusiona las subcomunidades de Shale Hills Woodland y Shale Plains Woodland.
- Bosque de transición de areniscas, que se encuentran en los bordes de la llanura donde los suelos influenciados por lutitas se degradan a arenisca.
- Bosque rivereño costero de Sídney, que está presente en la represa y los depósitos más fértiles cerca de arroyos y ríos. Esta comunidad incluye ecorregiones de bosques aluviales y bosques ribereños.

Las comunidades vegetales más predominantes en la llanura de Cumberland son los bosques esclerófilos herbáceos, con más de 830 especies nativas. Los bosques esclerófilos secos y húmedos generalmente se encuentran en la meseta de Hornsby, una región elevada al norte de la llanura. Los bosques esclerófilos secos contienen eucaliptos que generalmente se encuentran en bosques abiertos que tienen arbustos secos y pasto escaso en el sotobosque.

### Fauna
La llanura de Cumberland es hogar de una variedad de especies de aves, insectos, reptiles y mamíferos, incluidos los murciélagos. También se encuentran presentes especies de arácnidos, anfibios y crustáceos.
Aproximadamente 40 especies de reptiles se encuentran en la llanura de Cumberland. Existen 30 especies de aves en las áreas urbanas, siendo las más comunes la urraca australiana, el cuervo australiano, el mielero chillón y el verdugo pío. Entre las aves introducidas se incluyen el miná común, el estornino pinto y el gorrión.
Catorce especies de mamíferos están muy extendidas en la llanura, siendo las especies más comunes los murciélagos y zarigüeyas.

### Bosques
Los bosques esclerófilos están situados en un aluvión pobre en nutrientes depositado por el río Nepean a partir del lecho de roca arenisca y esquisto en las Montañas Azules. A pesar de esto, mantienen una enorme biodiversidad regional. Despejadas y utilizadas primero para la agricultura y luego para el desarrollo urbano, la mayoría de las comunidades ecológicas que originalmente florecieron en la llanura ahora se consideran en peligro de extinción.

## Economía

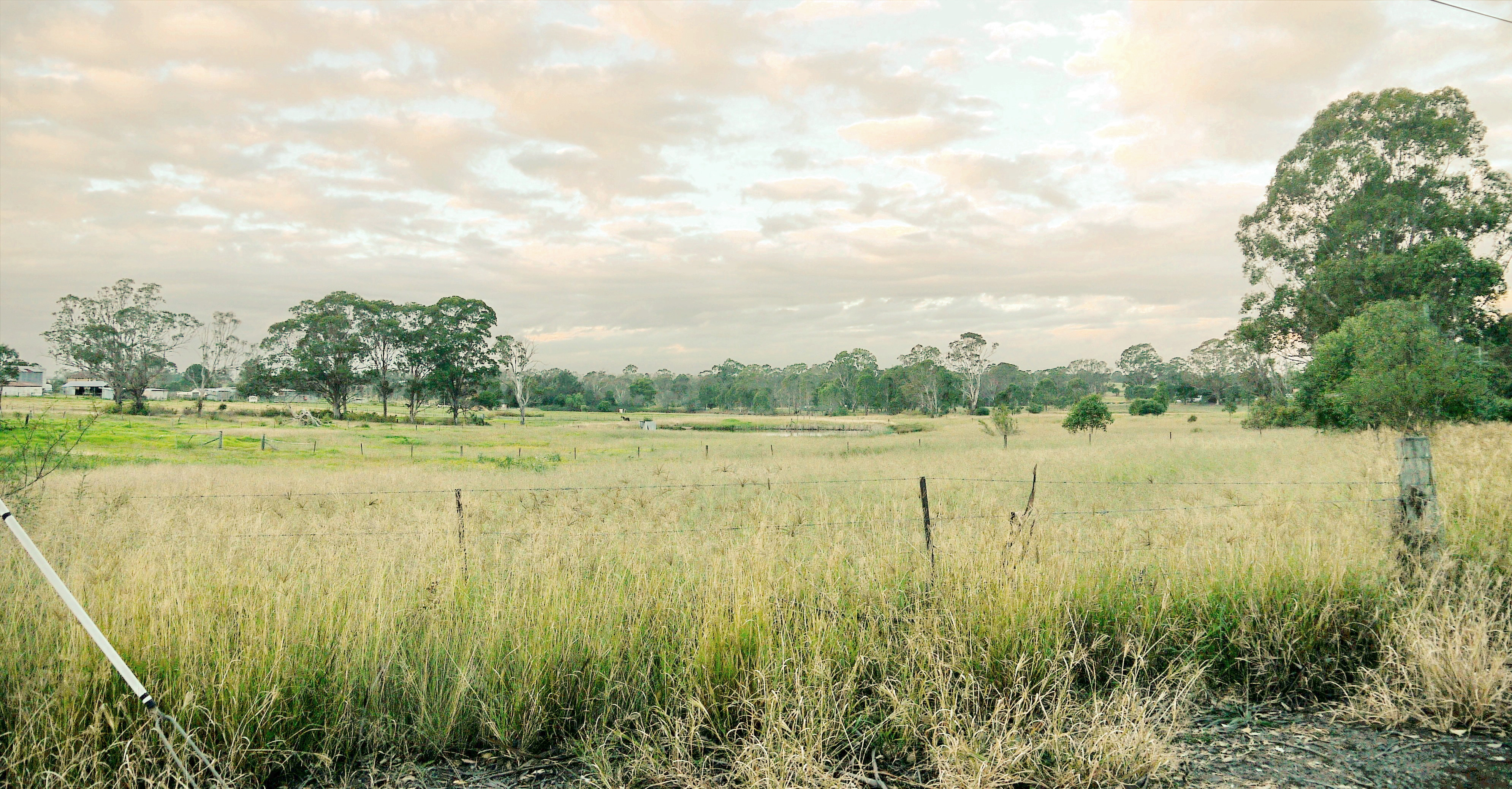
Un campo en el oeste de Sídney con un matorral abierto.

La parte occidental de la llanura de Cumberland consiste principalmente en praderas rurales vastas y escasamente pobladas con colinas onduladas y vistas panorámicas. Los suburbios occidentales de Sídney de Mount Vernon, Kemps Creek, Orchard Hills, Luddenham, Mulgoa, Bringelly, Silverdale y Horsley Park, entre otros, se encuentran en este campo agrícola, junto a los pasos de las Montañas Azules al oeste de estas llanuras rurales.
Además, Abbotsbury, Cecil Hills y Glenmore Park fueron granjas hasta la década de 1980, cuando se decidió reconstruirlas para viviendas. El área alrededor del sitio de Regentville se ha mantenido en gran parte rural, aunque algo rodeada por los suburbios residenciales modernos de Jamisontown y Glenmore Park.
En el siglo XIX, John Blaxland construyó un original vertedero hidráulico de madera en "Grove Farm" (ahora conocida como Wallacia) para un molino de harina de arenisca y una cervecería anexa. La tierra también se utilizó para el cultivo de trigo hasta 1861, cuando la roya del trigo infectó toda la cosecha. Las regiones rurales fueron principalmente dedicadas a la lechería y el pastoreo durante el siglo XIX, pero a principios del siglo XX, debido a su ambiente rural y proximidad a Sídney, el turismo se desarrolló cuando la gente abrió sus hogares como casas de huéspedes. Hoy, las áreas rurales incluyen una serie de huertos y viñedos en los prados. El cultivo de hortalizas y fruticultura son actividades habituales.